# North Weald Bassett
North Weald Bassett – wieś i civil parish w Anglii, w hrabstwie Essex, w dystrykcie Epping Forest. Leży 22 km na zachód od miasta Chelmsford i 31 km na północny wschód od Londynu. W 2011 roku civil parish liczyła 6032 mieszkańców. North Weald Bassett jest wspomniana w Domesday Book (1086) jako Walda/Walla.